# Lagynochthonius johni
Lagynochthonius johni es una especie de arácnido  del orden Pseudoscorpionida de la familia Chthoniidae.

## Distribución geográfica
Se encuentra en Indonesia y Filipinas.